# Charles Patrick Fitzgerald
Pour les articles homonymes, voir Fitzgerald.
Charles Patrick Fitzgerald (plus connu sous le nom C. P. Fitzgerald), né à Londres le 5 mars 1902 et mort à Sydney en Australie le 13 avril 1992, est un  historien britannique, professeur d'études sur l'Asie de l'est, avec un intérêt particulier pour la Chine.

## Carrière
Fitzgerald visite la Chine pour la première fois à l'âge de 21 ans et par la suite y vit et y travaille pendant plus de 20 ans. Entre 1946 et 1950 il y travaille pour le British Council. Après avoir quitté la Chine, Fitzgerald est maître assistant d'histoire d'extrême-Orient à la bibliothèque nationale australienne située à Canberra en Australie, de 1951 à 1953. Il est plus tard professeur d'histoire d'extrême-Orient à l'Institut d'études avancées de l'université, de 1953 à 1967.

## Publications
China, A Short Cultural History (1935), le plus connu des ouvrages de Fitzgerald, a été réimprimé et révisé à plusieurs reprises. Il est l'auteur de nombreux livres et articles dont Revolution in China (1952), The Chinese View of Their Place in the World (1964), Empress Wu (1955), Communism takes China (1971), The Southern Expansion of the Chinese People (1972), China and South East Asia since 1945 (1973) et Why China? (1985).

## Source de la traduction
- (en) Cet article est partiellement ou en totalité issu de l’article de Wikipédia en anglais intitulé « Charles Patrick Fitzgerald » (voir la liste des auteurs).